# بيتا كبير المنقار
بيتا كبير المنقار (الاسم العلمي: Pitta megarhyncha) (بالإنجليزية: Mangrove Pitta)‏ هي نوع من الطيور تتبع جنس البيتا من فصيلة طيور البيتا.